# Wyatt (nome)
Wyatt  è un nome proprio di persona inglese maschile.

## Origine e diffusione
È una ripresa del cognome inglese Wyatt, derivante a sua volta dal nome Wyot; quest'ultimo è una forma medio inglese di Wigheard, un antico nome anglosassone composto dagli elementi wig ("battaglia") e heard ("coraggioso", "forte").

## Onomastico
Il nome è adespota; le persone che lo portano possono festeggiare il proprio onomastico il 1º novembre, giorno di Ognissanti.

## Persone

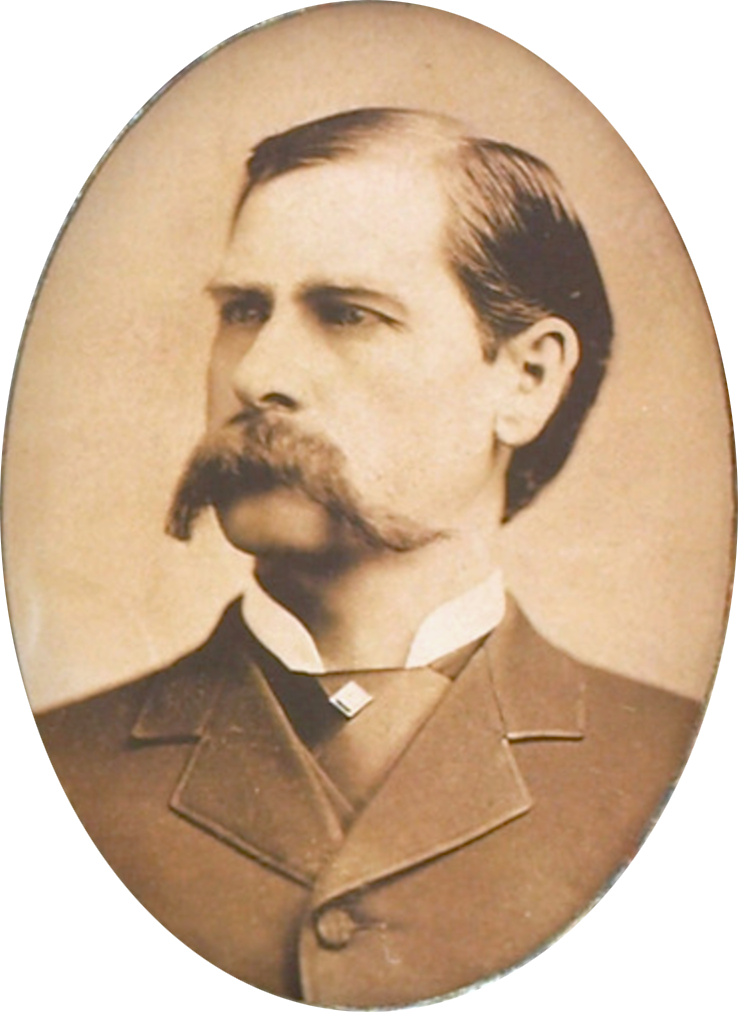
Wyatt Earp

- Wyatt Allen, canottiere statunitense
- Wyatt Earp, personaggio del Far West statunitense
- Wyatt Knight, attore statunitense
- Wyatt Oleff, attore statunitense
- Wyatt Russell, attore statunitense

## Il nome nelle arti
- Wyatt Fuller è un personaggio della soap opera Beautiful.
- Wyatt Logan è un personaggio della serie televisiva Timeless.
- Wyatt Mathewson è un personaggio della serie televisiva Prison Break.